# Anan (Giappone)
Anan (阿南町?) è una cittadina giapponese della prefettura di Nagano.